# 硝酸镱
硝酸镱是一种无机化合物，化学式为Yb(NO3)3。

## 制备
硝酸镱可以将氧化镱、氢氧化镱或碳酸镱溶于硝酸得到：
Yb2O3 + 6 HNO3 → 2 Yb(NO3)3 + 3 H2O
Yb(OH)3 + 3 HNO3 → Yb(NO3)3 + 3 H2O
所得溶液经过小心蒸发可以得到水合硝酸镱，其中六水合物最常见。

## 化学性质
水合硝酸镱受热分解，产生YbONO3，继续加热得到氧化镱。